# Amata leechii
Amata leechii là một loài bướm đêm thuộc phân họ Arctiinae, họ Erebidae.